# PS Alexander Hamilton
 (février 2022).
Pour les articles homonymes, voir Alexander Hamilton et Hamilton.
L' Alexander Hamilton était un bateau à vapeur à passagers construit pour l'Hudson River Day Line  en 1924. Il a été ajouté au registre national des lieux historiques le 25 mars 1977 . Les restes du navire sont situés à côté de la jetée Naval Weapons Station Earle (en) à Middletown Township, comté de Monmouth, New Jersey, États-Unis.

## Historique
La Hudson River Day Line a utilisé Alexander Hamilton pour transporter des passagers le long de la rivière Hudson entre New York et Albany. Dans ses dernières années, le trajet a été raccourci à un revirement à Poughkeepsie. 
Le bateau à vapeur a été construit par la Bethlehem Shipbuilding Corporation en 1924. Il a navigué de 1924 à 1971, fonctionnant d'abord avec d'autres bateaux à vapeur Day Line, y compris le Peter Stuyvesant jusqu'aux années 1960, lorsque la société a été achetée par la Circle Line, et est devenu une opération à un seul bateau. 
Alexander Hamilton a passé du temps au South Street Seaport et au Brooklyn Navy Yard avant d'être transféré à Atlantic Highlands au New Jersey. En 1977, Alexander Hamilton a été déplacé vers un poste d'amarrage temporaire le long du côté est de la jetée de la Marine de Middletown Township. Lors d'une tempête, il a pris feu et a coulé à côté de la jetée le 8 novembre 1977.

## Conception
Le système de propulsion du bateau à vapeur se composait de quatre chaudières marines Scotch fournissant de la vapeur à un moteur à triple expansion incliné qui faisait tourner un vilebrequin attaché à des roues à aubes sur les côtés bâbord et tribord. Il était le dernier des grands "side-wheelers" de la Day Line et le dernier à sillonner la rivière Hudson